# 堅気
堅気（かたぎ）とは、暴力団や政治運動などに関係のない人間のことである。単にしっかりしていて真面目であるという意味や、暴力団に属していないという意味だけで用いられることもある。さらに、偽装右翼（右翼標榜団体、仁侠右翼、街宣右翼）・左翼や暴力団が絡んでいる団体や組織に入っていないことをも条件とする場合もある。暴力団の比較対象として用いられることもある。
落語においては花魁が身請けされて一般庶民になる事を表している。